# خین چماقی
خین چماقی روستایی در دهستان طوس بخش مرکزی شهرستان مشهد استان خراسان رضوی ایران است.روستایی خوش آب و هوا با مردمی مهربان‌! برای کسانی که نیاز به طبیعتی بی نقص دارند پیشنهاد میکنم که حتما به این مکان سفر کنند!

## جمعیت
بر پایه سرشماری عمومی نفوس و مسکن در سال ۱۳۹۵ جمعیت این روستا ۵۳۶ نفر (۱۶۳خانوار) بوده‌است.